# Lysimachia tonsa
Lysimachia tonsa là một loài thực vật có hoa trong họ Anh thảo. Loài này được (Alph. Wood) Alph. Wood ex R. Knuth mô tả khoa học đầu tiên năm 1905.